# Cannelloni
A cannelloni vastag cső alakú olasz tésztaféle, amelyet általában darált hússal, ricottával, spenóttal stb. töltenek meg, majd paradicsomszósszal és besamellel öntenek le, végül sütőben megsütik.

## Egy recept
- 50 dkg ricotta
- 30 dkg spenót
- 1 tojás
- 10 dkg reszelt parmezán
- mozzarella
- só
- bors
- 2 gerezd fokhagyma
- 3 dl tejszín
- 3 dl zöldségleves
- bazsalikom
- olívaolaj
- 1 doboz (25 dkg) cannelloni típusú tészta

Így készül
2 gerezd fokhagymát az olívaolajon meg kell dinsztelni, aztán a spenóttal együtt megpárolni; só, bors. Ezután következik a ricotta. Majd a parmezán és végül a tojás következik. Ezt a masszát a kell a cannelloniba kell tölteni, és az olívaolajjal kikent tepsibe tenni. 2 gerezd zúzott fokhagymát kell még megdinsztelni, hozzákeverni 3 dl tejszínt, és bazsalikommal ízesíteni; összeforralni. Az egészet ráönteni a töltött tésztára, alufóliával lefedni és megsütni.